# Mortagonovo, Razgrad
Mortagonovo (în bulgară Мортагоново) este un sat în comuna Razgrad, regiunea Razgrad,  Bulgaria. 

## Demografie
Componența etnică a satului Mortagonovo
     Turci (86,25%)
     Nicio identificare (13,74%)
     Altele (0,77%)
La recensământul din 2011, populația satului Mortagonovo era de 1.026 locuitori. Din punct de vedere etnic, majoritatea locuitorilor (86,25%) erau turci. Pentru 13,74% din locuitori nu este cunoscută apartenența etnică.